# 新京特別市

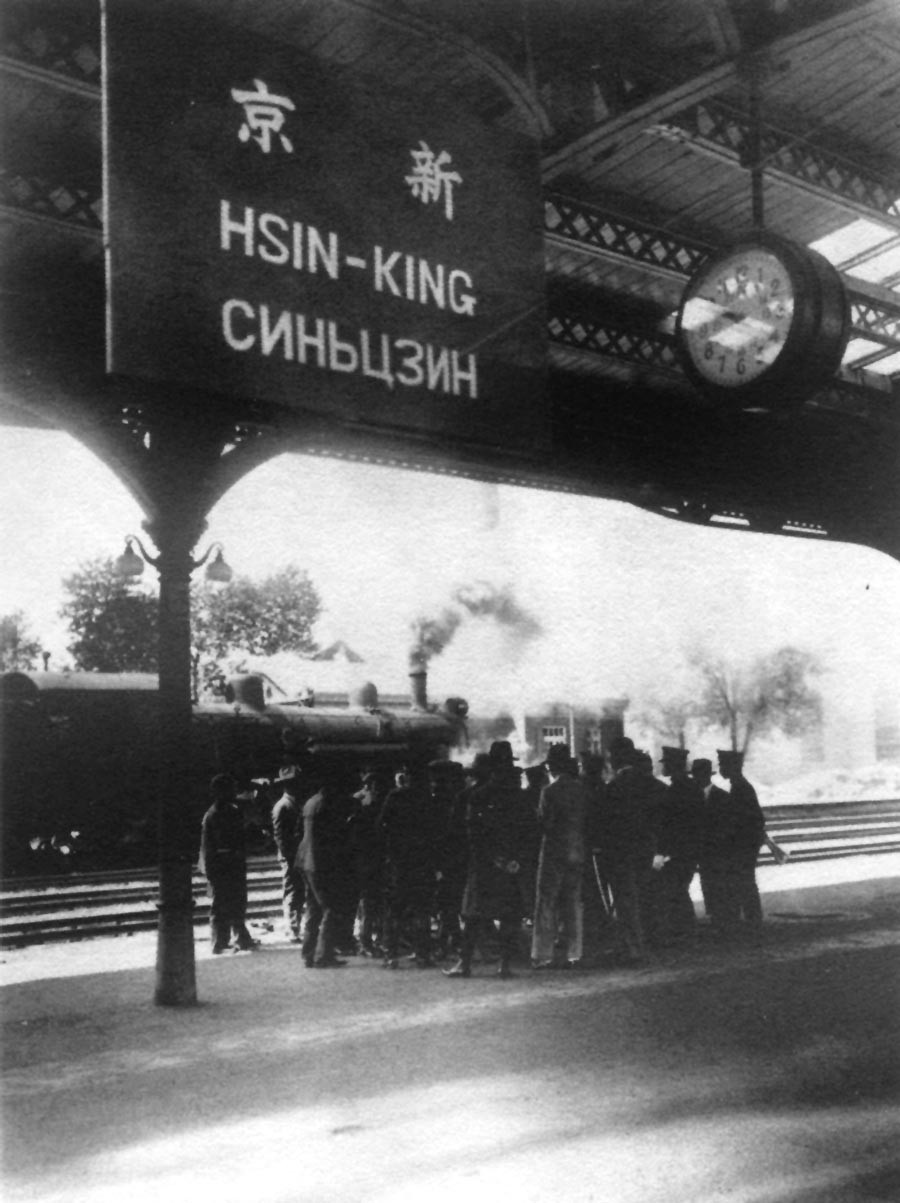
新京駅の駅名標は漢字・ローマ字・キリル文字で書かれており、日本語・中国語・英語・モンゴル語・ロシア語に対応する。なお、ローマ字のHSIN-KING（シンキン）は郵政式に基づくもの。

新京特別市（しんきょうとくべつし）は、満洲国の首都。現在の中華人民共和国吉林省長春市にあたる。

## 概要

新京特別市徽章。1932年（大同元年）9月20日規定。

満洲国建国直後の1932年（大同元年）3月9日、長春に於いて建国式典及び清朝最後の皇帝・愛新覚羅溥儀の満洲国執政就任式が執り行われた。翌3月10日、満洲国国務院は満洲国の国都（首都）を長春に定め、3月14日には国都長春を新国家の首都に相応しい名称として「新京」と命名し、新京特別市が誕生した。なお、民政部では1932年（大同元年）5月24日に発令した「衛生調査事項ニ関スル件」（大同元年民政部訓令第62号）まで旧称の「長春特別市」が使用され、同日発令の「事変時死亡老幼孤児寡婦調査表製発ノ件」（大同元年民政部訓令第61号）以降（大同元年民政部訓令第62号を除く）は「新京特別市」及び「新京特別市政公署」が使用されている。同年8月17日の「特別市制」（大同元年8月17日教令第77号）施行及び、翌1933年（大同2年）4月19日の「特別市指定ニ関スル件」（大同2年4月19日教令第23号）により、改めて満洲国の地方行政区画に於ける新京特別市が成立した。
新京は太平洋戦争の終結まで日本からの投資、及び満洲国政府・市当局による大規模な国都建設事業が展開され、日本人移民を含めた満洲各地からの移住者により繁栄し、人口も1932年（大同元年）の約13万人から1936年（康徳3年）10月時点で30万2千人、1940年（康徳7年）10月時点で55万5千人、1942年（康徳9年）4月時点で65万5千人と増加の一途を辿り、1944年（康徳11年）には86万3千人を擁する、哈爾濱（67万9546人）を抜き、奉天（189万694人）、大連（87万2679人）に次ぐ満洲国第3位の大都市に発展した。
1945年（康徳12年）、日ソ中立条約を一方的に破棄したソビエト連邦による満洲侵攻と日本の太平洋戦争敗戦により、8月18日に満洲国皇帝・溥儀が退位して満洲国は滅亡し、新京は8月20日に赤軍（ソビエト連邦軍）に占領され軍政下に置かれた。同時に旧称の長春に改称されて現在に至っている。

## 位置と地勢
新京は満洲国の中央部、吉林省長春県内にあり、北緯43度55分、東経125度18分、海抜214メートルに位置する。緯度は日本の旭川、経度は朝鮮の新義州付近に相当し、標高は山梨県甲府市付近に匹敵する。
市街東部を伊通河が北流し、飲馬河と陶頼昭付近で合流して第二松花江に注いでいる。新京は北満平野の南端に位置し、周囲には広漠たる沃野が展開した。南東方向には石碑嶺の連丘を望み、南西には懐徳から公主嶺を経て伊通付近に及ぶ丘陵が起伏し、これらは満洲を南北に分かつ分水嶺を構成している。

## 沿革
ここでは新京特別市成立以前及び満洲国崩壊後の「長春」の沿革も併せて記述する。
- 1800年（嘉慶5年） - 吉林将軍管轄下の「長春庁」が長春堡（新立屯）に設置され、理事通判を駐箚させる。
- 1825年（道光5年） - 長春庁の所在地が南に偏在していたため、北方の寛城子（後の長春城）へ移転する。
- 1882年（光緒8年） - 理事通判を廃止して撫民通判が置かれる。
- 1889年（光緒15年） - 長春庁が長春府に昇格し、知府が置かれる。
- 1908年（光緒34年） - 吉林兵備道台が設けられ、長春府及び伊通州を行政下に置く。
- 1909年（宣統元年）
  - 満鉄附属地と城内の間に商埠地が画定され、その一般行政を管掌するために商埠局が設置される。
  - 吉林兵備道台が吉林西南路観察使と改称され、農安、長嶺、徳恵の3県をその管内に加える。
- 1912年（民国元年） 観察使を道伊と改め、吉長道伊公署と改称する。
- 1913年（民国2年） - 長春府を長春県と改称し、県公署を設置する。
- 1925年（民国14年） - 当時の道伊が新たに「長春市政公所」を設立し、「市自治制」による市制を企画する。
- 1929年（民国18年）
  - 道伊公署の廃止により長春交渉員（後に長春市政準備処長を兼任）が配置され、城内及び商埠地を行政下に置く。
  - 9月、長春市政公所が商埠局を合併し「長春市政準備処」と改称する。
- 1932年（民国21年/大同元年）
  - 1月1日 - 軍閥政権消滅に伴い、長春市政準備処は「長春市政府」と改称し、長春市が正式に成立する。
  - 2月25日 - 「東北行政委員会」が発表した「新国家組織大綱」で、満洲国国都を長春とする事が発表される。
  - 3月10日 - 満洲国国都が長春に定められたのに伴い[2]、特別市に指定される（長春特別市の成立）。
  - 3月14日 - 長春が新京と改称されたのに伴い[3]、長春市政府は「新京特別市政公署」と改称し、新京特別市が成立する。
  - 8月17日 - 「特別市制」（大同元年8月17日教令第77号）を公布。
  - 10月15日 - 首都警察庁が正式成立し、長春市公安局及び長春県公安局を統合する[7]。
  - 11月1日 新京における各郵電局台の名称を「長春」から「新京」に改称する[8]。また、満鉄附属地側も新京と称するようになる[注釈 3]。
- 1933年（大同2年）4月19日 - 特別市制実施に伴い、新京特別市政公署は「新京特別市公署」と改称する。
- 1936年（康徳3年）2月1日 - 北満特別区公署の廃止に伴い、寛城子を編入する。
- 1937年（康徳4年）
  - 10月1日 - 行政区域の拡大に伴い、双陽県及び長春県の一部を編入する[9]。
  - 12月1日 - 治外法権撤廃により満鉄附属地の行政権が新京特別市に移譲される[10]。市区条例の実施に伴い、18区（市街区12区・農村区6区）を設置する。
- 1940年（康徳7年）1月1日 - 14区（市街区8区・農村区6区）に改編する。
- 1942年（康徳9年）1月1日 - 16区（市街区10区・農村区6区）に改編する。
- 1943年（康徳10年）6月1日 - 行政区域の拡大に伴い、通陽県[注釈 4]及び長春県の一部を編入し[11]、18区（市街区10区・農村区8区）に改編する。
- 1945年（康徳12年/民国34年）
  - 8月13日 - ソビエト連邦の満洲侵攻に伴い、通化省臨江県大栗子へ遷都。
  - 8月17日 - 重臣会議により、満洲国の解散及び新京から長春への改称を決議。
  - 8月18日 - 満洲国皇帝退位。満洲国解散。
  - 8月19日 - 旧政府出身者による「東北地方暫時治安維持委員会」を設立。
  - 8月20日 - 赤軍（ソビエト連邦軍）に占領されて軍政下に置かれる。新京特別市公署は「長春市政府」と改称[12]。
  - 9月1日 - 旧称の長春市に正式に改称する（新京特別市の消滅）。
  - 11月15日 - 赤軍の手引きで進出した中国共産党の劉居英が市長となる。
  - 12月20日 - 中華民国国民政府により、改めて長春市政府が設置される。

## 人口

### 建国前の人口
満洲国建国以前の人口は、1930年（民国19年）3月末の統計で、城内約46,000人、商埠地約44,000人の計約9万人とされた。1931年（民国20年）12月末の統計で、満鉄附属地は32,636人、寛城子附属地は4,493人であり、合計しても約13万人に過ぎなかった。新京奠都後は満洲国政府官吏とその家族を始め、土木建設業者や商工業者が集中する事により人口の増加が著しくなった。

### 建国後の人口
1933年（大同2年）4月15日に臨時戸口調査を実施し、その時点で人口は126,309人（附属地を除く）だった。1934年（康徳元年）3月の首都警察庁の調査によると、総人口は141,712名（同）に増加した。その後も人口は増え続け、1936年（康徳3年）10月末に302,075人（附属地含む）、1942年（康徳9年）4月には655,324人（同）に達した。1944年（康徳11年）には863,607人（同）に達している。
なお、満洲国では国籍法が制定されなかったため、下記の「満洲人」は暫行民籍法に於ける漢族、満洲族、蒙古族の総称である。また「日本人」は内地人（沖縄含む）を指し、朝鮮半島出身者は「朝鮮人」又は「半島人」と表記する。外国人・その他はロシア人を含む第三国人、民族不明は満洲人だが民族が判らない者である。

#### 1933年
| 内訳     | 合計      | 男       | 女       |
| -------- | --------- | -------- | -------- |
| 総人口   | 126,309人 | 77,197人 | 49,112人 |
| 満洲人   | 122,040人 | 74,463人 | 47,577人 |
| 日本人   | 1,519人   | 1,064人  | 455人    |
| 朝鮮人   | 1,234人   | 663人    | 571人    |
| 外国人   | 69人      | 48人     | 21人     |
| 民族不明 | 1,447人   | 959人    | 488人    |

| 内訳   | 合計     | 男       | 女       |
| ------ | -------- | -------- | -------- |
| 総人口 | 42,677人 | 28,144人 | 14,533人 |
| 満洲人 | 22,165人 | 16,869人 | 5,296人  |
| 日本人 | 17,288人 | 9,539人  | 7,749人  |
| 朝鮮人 | 2,765人  | 1,501人  | 1,264人  |
| 外国人 | 459人    | 235人    | 224人    |

#### 1934年
| 内訳   | 合計      | 男       | 女       |
| ------ | --------- | -------- | -------- |
| 総人口 | 145,436人 | 88,542人 | 56,894人 |
| 満洲人 | 139,302人 | 85,054人 | 54,257人 |
| 日本人 | 4,418人   | 2,591人  | 1,827人  |
| 朝鮮人 | 1,678人   | 892人    | 786人    |
| 外国人 | 38人      | 14人     | 24人     |

| 内訳   | 合計     | 男       | 女       |
| ------ | -------- | -------- | -------- |
| 総人口 | 58,459人 | 39,648人 | 18,811人 |
| 満洲人 | 26,288人 | 21,214人 | 5,074人  |
| 日本人 | 29,268人 | 16,721人 | 12,547人 |
| 朝鮮人 | 2,525人  | 1,517人  | 1,008人  |
| 外国人 | 378人    | 196人    | 182人    |

#### 1936年
| 内訳     | 合計      | 特別市    | 附属地   |
| -------- | --------- | --------- | -------- |
| 新京全体 | 302,075人 | 237,723人 | 64,352人 |
| 満洲人   | 236,825人 | 209,991人 | 26,834人 |
| 日本人   | 57,663人  | 23,707人  | 33,956人 |
| 朝鮮人   | 6,806人   | 3,531人   | 3,275人  |
| 外国人   | 781人     | 494人     | 287人    |

#### 1942年
| 内訳                 | 人口      |
| -------------------- | --------- |
| 総人口               | 655,324人 |
| 満洲人               | 506,768人 |
| 日本人（朝鮮人含む） | 147,724人 |
| その他（蒙露を含む） | 728人     |

#### 1944年
| 内訳   | 人口      |
| ------ | --------- |
| 総人口 | 863,607人 |
| 満洲人 | 680,216人 |
| 日本人 | 153,614人 |
| 半島人 | 29,185人  |
| その他 | 592人     |

### 人口累年比較
1932年（大同元年）は、国務院国都建設局『國都大新京』5頁、1933年（大同2年）〜1939年（康徳6年）は、国務院総務庁統計処『満洲帝國統計摘要 康徳六年版』33-35頁、同『満洲帝國國勢圖表』5-6頁、1940年（康徳7年）以降は『満洲年鑑』各巻等を参照。1937年（康徳4年）以降は満鉄附属地を含む。
なお、各種統計資料により累計人口に相違があるが、本表では国務院総務庁統計処の資料に基づいた。
| 年度                    | 総数        | 男             | 女             |
| ----------------------- | ----------- | -------------- | -------------- |
| 1932年（大同元年）      | 104,305人   | 男女別詳細不明 | 男女別詳細不明 |
| 1933年（大同2年）       | 140,945人   | 82,913人       | 58,032人       |
| 1934年（康徳元年）      | 160,381人   | 98,474人       | 61,907人       |
| 1935年（康徳2年）       | 248,426人   | 155,420人      | 93,006人       |
| 1936年（康徳3年）       | 246,824人   | 149,357人      | 97,467人       |
| 1937年（康徳4年）       | 334,692人   | 200,202人      | 134,490人      |
| 1938年（康徳5年）       | 378,325人   | 226,244人      | 152,081人      |
| 1939年（康徳6年）       | 415,473人   | 248,921人      | 166,552人      |
| 1940年（康徳7年）5月末  | 447,300人   | 男女別詳細不明 | 男女別詳細不明 |
| 1941年（康徳8年）7月末  | 527,445人   | 男女別詳細不明 | 男女別詳細不明 |
| 1942年（康徳9年）4月末  | 655,324人   | 男女別詳細不明 | 男女別詳細不明 |
| 1943年（康徳10年）5月末 | 約720,000人 | 男女別詳細不明 | 男女別詳細不明 |
| 1944年（康徳11年）      | 863,607人   | 男女別詳細不明 | 男女別詳細不明 |

## 特別市制
新京は満洲国内で唯一の特別市であり、地方都市がそれぞれの省及び縣の管轄に属しているのに対し、新京特別市は省と同格とされ、直接国家の監督を受け省及び縣の行政範囲に属さなかった。なお、長春縣に新京特別市は含まれないが、長春縣公署は新京特別市内に置かれている。
ちなみに、1933年（大同2年）7月1日から4年間、哈爾濱特別市が存在していたが、1937年（康徳4年）7月1日に浜江省管轄の普通市に改編されている。
1932年（大同元年）8月17日の「特別市制」（大同元年教令第77号）施行により、満洲国の行政区分に於ける「特別市」が規定されたが、第2条「特別市ノ区域ハ別ニ之ヲ定ム」、第49条「特別市ハ教令ヲ以テ別ニ之ヲ指定ス」により特別市は別途指定されるとされた。そのため、1933年（大同2年）4月19日の「特別市指定ニ関スル件」（大同2年教令第23号）で新京が特別市に指定されて特別市区域が定められるまで、厳密には新京は満洲国の行政区分における「特別市」には当たらない。1937年（康徳4年）10月1日の「新京特別市制」（康徳4年9月30日勅令第279号）施行により「特別市制」は廃止され、改めて新京のみが特別市に指定されている。

## 特別市区域

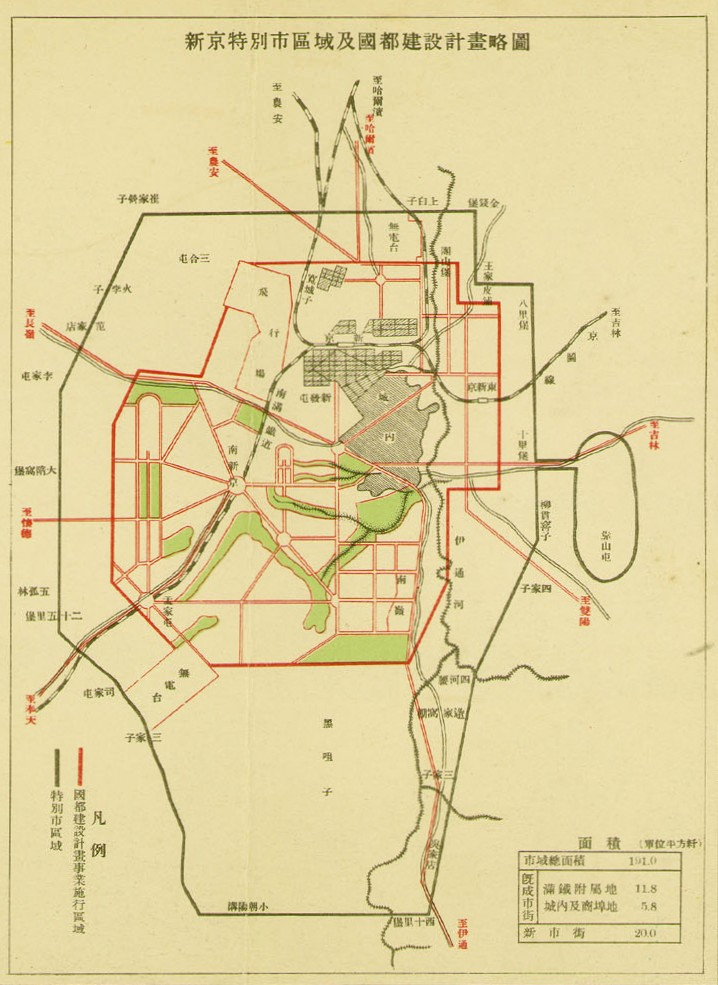
新京特別市区域及び国都建設計画略図（1936年）

新京特別市の区域（国都建設計画区域）は、1933年（大同2年）の「特別市指定ニ関スル件」（大同2年教令第23号）により次の地域と定められた（現代仮名遣いに改めて句読点を追加。原文では「km」は「粁」と表記）。
- 大同広場より北西7.6kmの崔家営子を北西端とし、之より東の上白子を経て約9kmの金銭堡を東北端の地点とする。
- 金銭堡より南1.9km、王家皮舗を経て東1.5km、八里堡より南の吉林街道に至り、十里堡、靠山屯を経て更に南の柳貫竇子に至る。
- 柳貫竇子より南10.5km、四河腰、逯家窩棚、三家子及び呉家店を経て西十里堡を南東端の地点とする。
- 西十里堡より西の小朝陽溝を経て無名河に至る6.3kmの地点を南西端とする。
- 南西端より北へ三家子、司家屯、二十五里堡、五弧林、大隋窩堡、李家屯、范家店、火李子及び車家窩棚を経て北西端の崔家営子に至る。

大同広場（現在の人民広場）を中心に、南方は高野店付近の丘陵地、東方は石碑嶺付近、西方は小隋窩棚に及ぶ200km2の長方多角形の地域が特別市区域とされたが、その後、1937年（康徳4年）の「新京特別市制」（康徳4年勅令第279号）施行に伴い「大同2年教令第23号特別市指定ニ関スル件」は廃止され、以降は「新京特別市区域ニ関スル件」（康徳4年勅令第280号）等の勅令の別図（地図）によって市域が示されるようになった。なお「新京特別市竝ニ吉林省長春縣及通陽縣ノ区域変更ノ件」（康徳10年6月1日勅令第172号）では文章で市域が示されており、別図は付属しない。

## 行政範囲
前述の通り、新京の行政範囲は1933年（大同2年）時点で近郊を含めて200km2（6500万坪）に及び、従来の行政範囲である城内及び商埠地の約300余万坪と比較して約20倍に拡大された。1933年（大同2年）当時の城内、商埠地、満鉄附属地及び寛城子の面積は次の通りである。
| 市街地名   | 面積        |
| ---------- | ----------- |
| 城内       | 1,755,160坪 |
| 商埠地     | 1,631,982坪 |
| 満鉄附属地 | 1,528,118坪 |
| 寛城子     | 1,674,000坪 |

1937年（康徳4年）10月の「新京特別市区域ニ関スル件」（康徳4年9月30日勅令第280号）で双陽・長春両県の一部を編入して市域が大幅に拡張され、同年12月の満鉄附属地の移譲により総面積は437.65km2となった。1942年（康徳9年）4月20日時点では444.19km2まで拡張されている。当時の全市域の面積を大別すると、旧附属地6.24km2、旧市街（寛城子を含む）17.88km2、新市街地83.33km2、農村地区（長春縣管内より130km2、通陽県管内より107km2）336.74km2、合計444.19km2となっている。
1943年（康徳10年）6月1日、建国神廟造営用地の決定に伴う行政区域の拡大に伴い、通陽県及び長春県の一部を編入して勧農区・春陽区を設置し、市域は938.29km2まで拡張された。

### 行政区
市区条例の実施に伴い、新京特別市の市域を複数の行政区に分け、それぞれに区長を設置した（「新京特別市制」第13条）。当初、区長は名誉職のため無給だったが、後に一部は有給職となっている。
- 1937年：吉野、興安、敷島、寛城、大経、長春、和順、順天、東光、東站、承徳、恵仁の12市街区、合隆、大屯、南河東、北河東、双徳、浄月の6農村区を設ける。
- 1940年：敷島、寛城、長春、和順、順天、東光、承徳、恵仁の8市街区、合隆、大屯、南河東、北河東、双徳、浄月の6農村区に改編。
- 1942年：敷島、寛城、長春、和順、順天、東光、西陽、安民、大同、東栄の10市街区、合隆、大屯、南河東、北河東、双徳、浄月の6農村区に改編。
- 1943年：敷島、寛城、長春、和順、順天、東光、西陽、安民、大同、東栄の10市街区、合隆、大屯、南河東、北河東、双徳、浄月、勧農、春陽の8農村区に改編。

下記は1942年（康徳9年）4月20日時点における各区の面積と人口を記したものである。
| 区名     | 面積（km2） | 人口（名） |
| -------- | ----------- | ---------- |
| 大同区   | 3.570       | 107,128    |
| 長春区   | 3.960       | 139,726    |
| 敷島区   | 4.960       | 67,603     |
| 寛城区   | 11.900      | 25,221     |
| 東光区   | 15.920      | 27,720     |
| 順天区   | 8.640       | 59,962     |
| 安民区   | 21.700      | 8,079      |
| 西陽区   | 18.260      | 4,715      |
| 和順区   | 10.320      | 83,757     |
| 東栄区   | 8.520       | 41,805     |
| 浄月区   | 124.010     | 15,938     |
| 双徳区   | 50.120      | 12,785     |
| 大屯区   | 34.230      | 16,251     |
| 合隆区   | 39.310      | 36,990     |
| 南河東区 | 50.760      | 9,381      |
| 北河東区 | 38.310      | 8,803      |
| 合計     | 444.190     | 655,324    |

浄月区の面積が広大なのは、新京の水源として設けられた浄月潭貯水池（貯水面積4.7km2）とその水源林を含むためである。

## 行政組織

### 一般行政
1932年（大同元年）の「特別市制」（大同元年8月17日教令第77号）により、市長の下に総務処、行政処、工務処が設けられ、この他に議決機関として特別市自治委員会が設けられるとされた。その後1937年（康徳4年）の「新京特別市官制」（康徳4年6月27日勅令第179号）により、市長の下に副市長1人、処長5人が設置され、その下に官房、行政処、財務処、衛生処、工務処が設けられ、特別市自治委員会は廃止されている。その後、市行政機構改革により、市長の下に副市長が置かれ、その下に官房、行政処、実業処、衛生処、工務処、水道処が設置された。
また市政補助行政部門について、「新京特別市制」第13条による市政補助機関として区長が置かれ、区長の下に町（屯）会長を置いている。この下部組織は、1937年（康徳4年）12月1日の満鉄附属地の行政権移譲を契機として、首都警察庁、満洲国協和会と図り、保甲制度の廃止に伴い実施された。1941年（康徳8年）2月、在来の町会を発展的解消して、協和会分会を以って町会事務を運営するよう改められた。
なお、満洲国建国当初、満鉄附属地の一般行政は南満洲鉄道長春地方事務所（後に新京地方事務所と改称）が所管していたが、1937年（康徳4年）12月に治外法権が撤廃されると、正式に新京特別市の行政区域に組み込まれた。

### 警察組織
城内及び商埠地の治安維持は、長春市長監督の下に長春市公安局が一般警察事務を担当し、また長春県知事の指揮を受けた長春県公安局が縣内の警察事務を司っていたが、1932年（大同元年）6月の「首都警察廳（庁）官制」（大同元年6月11日教令第29号）により同年10月に首都警察庁が正式に成立し、新京特別市及び長春県内を管掌する事となった。首都警察庁は民政部直轄として新京特別市の警察、消防、警護に関する事項を管掌したが、1940年（康徳7年）10月の「首都警察廳官制」（康徳7年10月23日勅令第259号）により新京特別市の外局とされて新京特別市長の管理に属し、市長の下に警察総監及び副総監が置かれ、その下に警務、特務、保安、刑事等の各科、敷島署、長春署、大同署等の各警察署、新京消防署、新京地方警察学校が置かれた。
満鉄附属地の警察行政は関東庁が管掌し、新京では長春警察署（後に新京警察署に改称）が居住民の安寧秩序維持の任に当たった。城内及び商埠地の居住日本人の警察行政は、長春日本総領事館警察署がその任に当たっていた。1937年（康徳4年）12月に治外法権が撤廃され、満鉄附属地の行政権が新京特別市に移譲されると、警察行政も新京特別市に移管された。

## 財政
新京は新興都市として、また一国の首都として飛躍的に発展し、市営事業収入、市有財産収入、課税収入のほかに市債借入、一時借入金等の方法で市財政を賄った。その経費は奠都の行われた1932年（大同元年）は69万5千圓に過ぎなかったが、1934年（康徳元年）に512万6千圓、1941年（康徳8年）に2339万6千圓、1944年（康徳11年）予算では9038万5668圓と1932年（大同元年）の経費と対比して約130倍と激増した。

## 交通

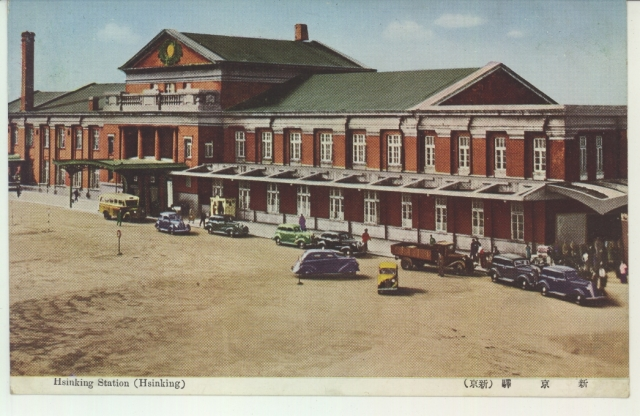
新京駅

- 鉄道：京濱線（新京 - 哈爾濱間）、京図線（新京 - 図們間）、京白線（新京 - 白城子間）の各満洲国有鉄道本線起点、南満洲鉄道連京線（大連 - 新京間）終点。大連 - 新京（長春）間の701.4キロメートルは、特急「あじあ」で8時間半で結ばれていた。
- バス：吉林、農安、伊通、双陽、双城堡、伏龍泉等には国営、交通会社、満洲自動車経営の長距離バスが運行。
- その他：市内電車、市内バス、タクシー、豆タク（小型タクシー）、馬車、洋車（人力車）、快車（輪タク）等。

市バスの運賃は初期は国幣（満洲国圓）5分、1角（日本円で5銭、10銭）の2系統だったが、後に各系統均一運賃に改められて1角（10銭）均一となり、終戦時は2角（20銭）均一となっていた。市内電車はバスと同一運賃だったため、運行開始当初は1角（10銭）、終戦時は2角（20銭）に値上げされていた。
新京特別市の交通政策は、地下鉄道を市内交通機関の大根幹とし、路面にはバス、タクシー等を配置して補助交通機関とする方針が建てられていた。国都建設計画第二期事業が開始されると、1939年（康徳6年）に日本内地で地下鉄について最も経験と技術があった大阪市電気局（現在の大阪市交通局）の技術陣を招聘し、半年を費やして地下鉄計画を作成した。市当局は1940年（康徳7年）度より、新京駅 - 大同大街 - 順天大街 - 南新京駅を結ぶ全長13km（全10駅）の地下鉄工事着手を考えていたが、戦争による資材不足によりセメント配給が難しいため断念された。その代替としてトロリーバスの導入を検討したが、1941年（康徳8年）1月に路面電車の敷設が決定された。当初、路面電車は架空線が必要で騒音が大きく、また交通事故の危険があるため採用しない方針だったが、交通難緩和のために導入が決定され、都市美観の観点からメインストリートを避けたルートが選定された。同年6月着工、12月には第一期15kmが開通し、新京交通が運営した。1942年（康徳9年）度には第二期工事が進められ、総延長37.3kmに及んだ。

## 新京市街

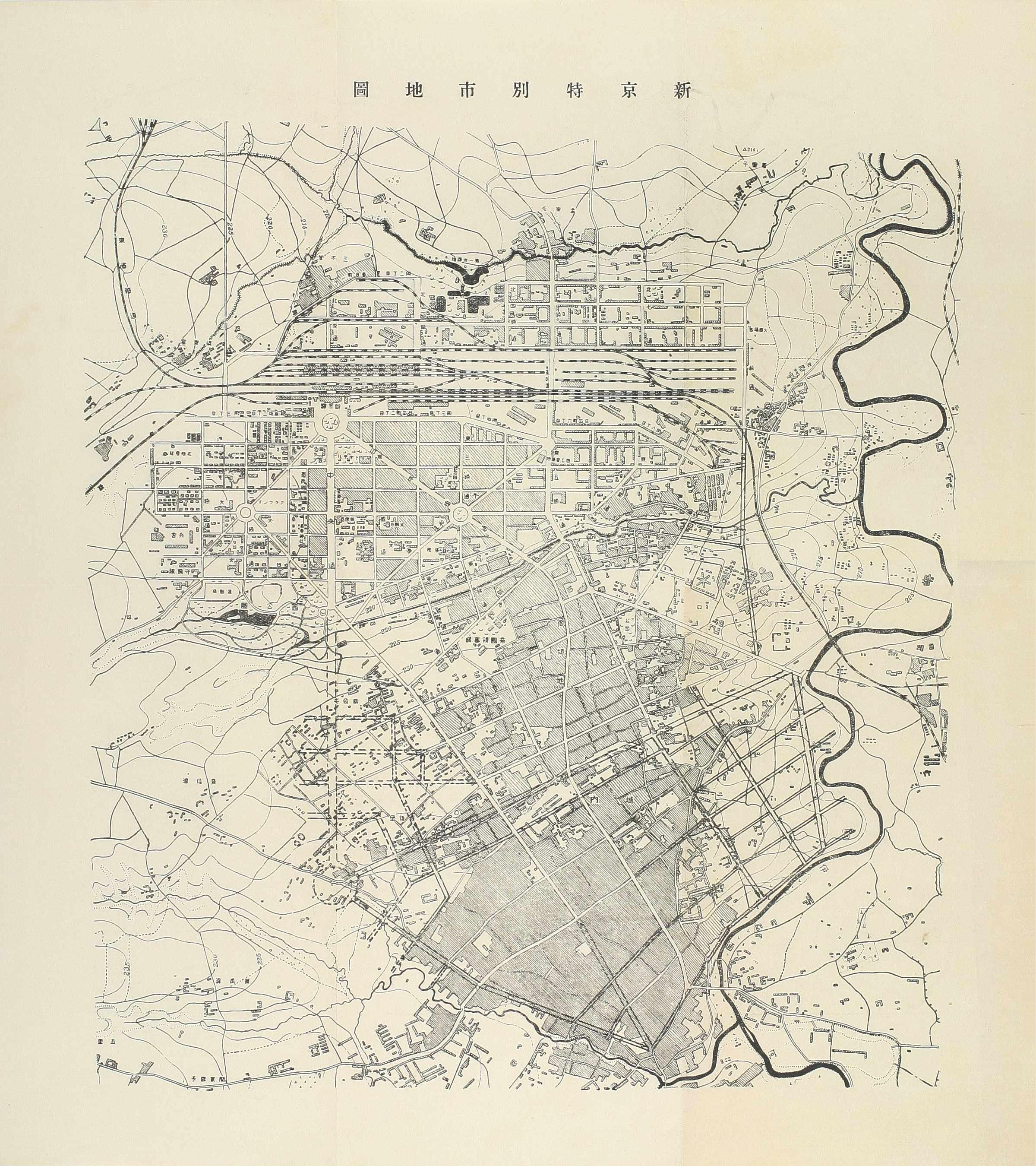
新京特別市地図（1933年）

新京の市街は既成市街（旧長春市）と国都建設事業により造られた新市街に大別され、既成市街は南から城内（長春城）、商埠地、満鉄長春附属地、寛城子附属地と大きく4つに区分されていた。これらの地名はその後も通称として使用されていた。ここでは、既成市街それぞれの沿革も記述する。

### 新京既成市街

#### 城内（長春城）
新京の地は、遼の黄龍府地、金の済洲地、明の兀良合部とされ、清朝に入りモンゴル族の公王（扎薩克と呼ばれるジンギス汗一族の子孫）の領地である、内蒙古郭爾羅斯（ゴルロス）前旗に属する放牧地（蒙地）だった。当時、清朝は「柳条辺牆」と呼ばれる柵を設け、満洲平原の東側である満洲族故地への漢人・蒙古人の侵入を禁じる満洲封禁政策が執られていたが、満洲平原への漢人の入植が相次いでいた。
1791年（乾隆56年）、郭爾羅斯前旗の公王が放牧地へ密かに漢人を入植させ、永年小作契約を結んで農地を開墾させた。伊通河右岸に「長春堡」が建設されると、1800年（嘉慶5年）7月に吉林将軍管轄下の「長春廳（庁）」が新立屯に設置された。1825年（道光5年）、長春庁の所在地が南に偏在していたため、北方の寛城子（後の長春城）へ移転したが、名称は変わらず長春庁と称した。これが長春の起源であり、別名を寛城子と称した所以とされている。
1865年（同治4年）、匪賊の襲撃を防ぐために地元商人らが資金を集め、独力で周囲20支里、高さ1丈5尺の城壁（長春城）を築き、後に「城内」と呼ばれる市街地を形成した。なお、1920年頃までに城壁はその多くが撤去されている。満洲国建国後、新市街に新庁舎が完成するまで、交通部、立法院、監察院、総商会、中央銀行等の仮庁舎がこの区域に存在した。

#### 商埠地
商埠地とは1905年（光緒31年/明治38年）に「満洲善後条約」第1条に準拠して、清が外国人居留地として自ら指定・開放した地域である。長春は同条約1条で、遼陽、吉林、哈爾濱、満洲里等と共に16ヵ所の開埠通商（外国人に交易地として開放）の都市のひとつとされた。
長春の商埠地は、1909年（宣統元年）に満鉄附属地により商業的地位が脅かされると考えた現地官憲が、長春城北門外と満鉄附属地の間及び附属地を囲む土地を買収して設置したものである。これは満鉄附属地への対抗策として設けられたものだったが、商業者の移住を奨励し、満鉄附属地と城内を結びつける役割を果たすことにより、長春全体の発展に貢献した。
なお、商埠地及び城内に於いても主要な道路は整備されていたが、市街地外の道路は殆ど整備されておらず、降雨時には馬車が泥濘に嵌まるような悪路も多かった。商埠地は西の大経路、東の大馬路（北門外大街から改称）の二大道路を基軸としており、附属地及び城内に通ずる幹路としている。これに数十条の道路を以って市街を形成していた。最も活況を呈したのは大馬路で、道の両側に大小の商店が軒を連ね、満鉄附属地の日本橋通と連絡して長春駅に達していた。
満洲国建国後、道路橋梁の修築や新道路の建設、上水道を整備して市街が再整備された。新市街整備まで満洲国政府の重要機関も概ねこの区域に存在した。

#### 寛城子
1901年（光緒27年）、ロシア帝国の国策会社である東清鉄道（後の中東鉄路）により東清鉄道南満洲支線が敷設され、長春城から北西の「二道溝」に駅が設置された。長春の旧称から寛城子駅と名付けられ、駅周辺を取り囲む553ヘクタールに及ぶ長方形の土地が「東清鉄道寛城子附属地」とされた。なお、寛城子駅周辺の地名が正式に「寛城子」となったのは鉄道附属地となってからである。
1936年（康徳3年）1月、満洲国が北満鉄路（中東鉄路）をソビエト連邦から買収した事に伴い、それまでソ連の管理下だった鉄道附属地が満洲国に編入され、これにより寛城子附属地も正式に新京特別市の行政区域に組み込まれた。

#### 満鉄附属地
1905年（明治38年）にロシア帝国と締結したポーツマス条約により、日本は長春（寛城子）から旅順に至る東清鉄道南満洲支線を譲渡され、南満洲鉄道（満鉄）と改名した。またロシアが“鉄道保護に必須の土地”として東清鉄道沿線で獲得していた鉄道附属地も日本に譲渡され、“満鉄附属地”と改称した。
この時、鉄道の分割点を巡って日露両国の意見が対立した。日本は寛城子駅での分割を主張したが、ロシアは寛城子駅を含まない長春以南での分割を主張し、寛城子駅及び附属地は日本と共有する事を提案した。1907年（明治40年）4月に分割点を孟家屯北方4kmの八里堡（後の南新京駅付近）と決定し、寛城子駅及び附属地は日露共有とした上で、実際の便宜上ロシアの占有に帰する事とし、評価の半額に相当する56万393ルーブルでロシアに有償譲渡した。
満鉄は寛城子駅及び附属地を得る事ができず、新たに長春に停車場を設けるため、長春城の北側、寛城子附属地の南東側に位置する「頭道溝」と呼ばれる一帯の買収に着手した。
当時、頭道溝付近は僅か十数戸の農家が点在する一面の高粱畑に過ぎなかった。1907年（明治40年）3月、満鉄は城内に進出していた三井物産長春出張所を通じて用地買収を実施したが、途中で現地官憲に発覚したため、日清両国政府間の外交交渉を経て、改めて現地官憲と用地交渉が開始された。買収価格は現地商埠公司の標準買収価格（日本円に換算して1坪あたり約10銭に相当）に若干上乗せを行い、立木・建物への補償も行った。同年9月までに買収が完了し、買収地は“満鉄長春附属地”と命名された。買収総面積は150万3448坪7合、買収代金は33万875円74銭（坪あたり平均22銭強）に上り、この他に郭爾羅斯前旗王府にも上納金を納め、買収総額は約40万円となっている。
その後、水源地用に伊通河支流沿いの北方隣接地、日本領事館用に商埠地の一部（1万坪）を買収したため、1912年（明治45年）までに満鉄附属地の面積は152万8085坪となった。1926年（大正15年）に附属地西方機関区用地約100万m2、1932年（昭和7年）に国都建設区域に連なる地域（西部附属地と通称）72万8千m2を買収して、1933年（昭和8年）までに面積は210万6900坪まで拡がっている。
1906年（明治39年）に設立された南満洲鉄道株式会社は、1907年（明治40年）4月1日に鉄道の引継ぎを受け、寛城子駅と長春城の中間地（満鉄長春附属地の北部）に長春停車場（長春駅）の建設を開始し、同年9月1日に孟家屯と寛城子の間に仮停車場を設け、東清鉄道との接続運輸を開始した。同年11月3日の長春駅竣成に伴い貨物業務を開始、次いで12月1日から旅客業務を開始した。1909年（明治42年）2月22日から東清鉄道との接続運輸も長春駅で開始した。
長春駅の建設に合わせて市街地建設も着手し、1908年（明治41年）に第一期の市街計画が立案された。街路は矩形式街路と4本の斜路によって構成され、短辺60間（109m）、長辺120間（218m）の長方形を標準に、地形に応じて形状を変更した。長春駅南側に半径50間（91m）の円形広場（北広場）を設け、この広場を中心に放射状に道路網を建設した。駅前広場から南方に長春大街（1921年に中央通に改称）、それに並行する道路として、西一條街〜西三條街、東一條街〜東六條街の街道、斜路として東斜街（後の日本橋通）、西斜街（後の敷島通）、広安街（後の大和通）、懐徳街（後の八島通）が設けられ、街路と斜路の交点には西広場、東広場（後に南広場に改称）、北角広場（後に東広場に改称）等の広場が設けられた。また南端には西公園（後に児玉公園と改称）が設けられた。中央通は幅員20間（36m）、日本橋通は幅員15間（27m）で建設されたが、商埠地と結ばれた日本橋通沿いに商店が建ち並んで発展した。なお、日本橋通の名称は、満鉄附属地と商埠地の境界付近を流れる伊通河支流に架かっていた「日本橋」に由来する。
1921年（大正10年）、街路や街区が中国風の名称から日本風の名称に改められ、中央通の西側は長春駅に近い街区からいろは順に和泉町・露月町・羽衣町・錦町・蓬莱町・平安町・常盤町・千鳥町、東側はひふみ順に日之出町・富士町・三笠町・吉野町・祝町・室町・浪速町・弥生町と町名が付けられた。弥生町以南は、後に五十音順に曙町・入船町・梅ヶ枝町・永楽町・老松町と名付けられている。また、1932年（昭和7年）に西部附属地を取得すると、水仙町・柏木町・桔梗町・芙蓉町・山吹町・白菊町・菖蒲町・花園町・桜木町と花木の名前を冠した町名が付けられた。
満鉄は電気・ガス・上下水道のインフラを整備し、日本領事館（後に商埠地側の新取得地に移転）、病院、学校、公園等の公共施設、長春ヤマトホテル、満鉄事務所、憲兵隊分遣所、警察署、郵便局等を建設した。市街地造成後、公共用地以外の土地は華人を含む民間に有料で貸付けられた。1920年代末には附属地人口は26,000人に達していた。
なお、新京特別市が成立した後も暫くは満鉄附属地として存続し、1937年（康徳4年）12月1日の治外法権撤廃により、正式に新京特別市の行政下に置かれている。

### 新京新市街

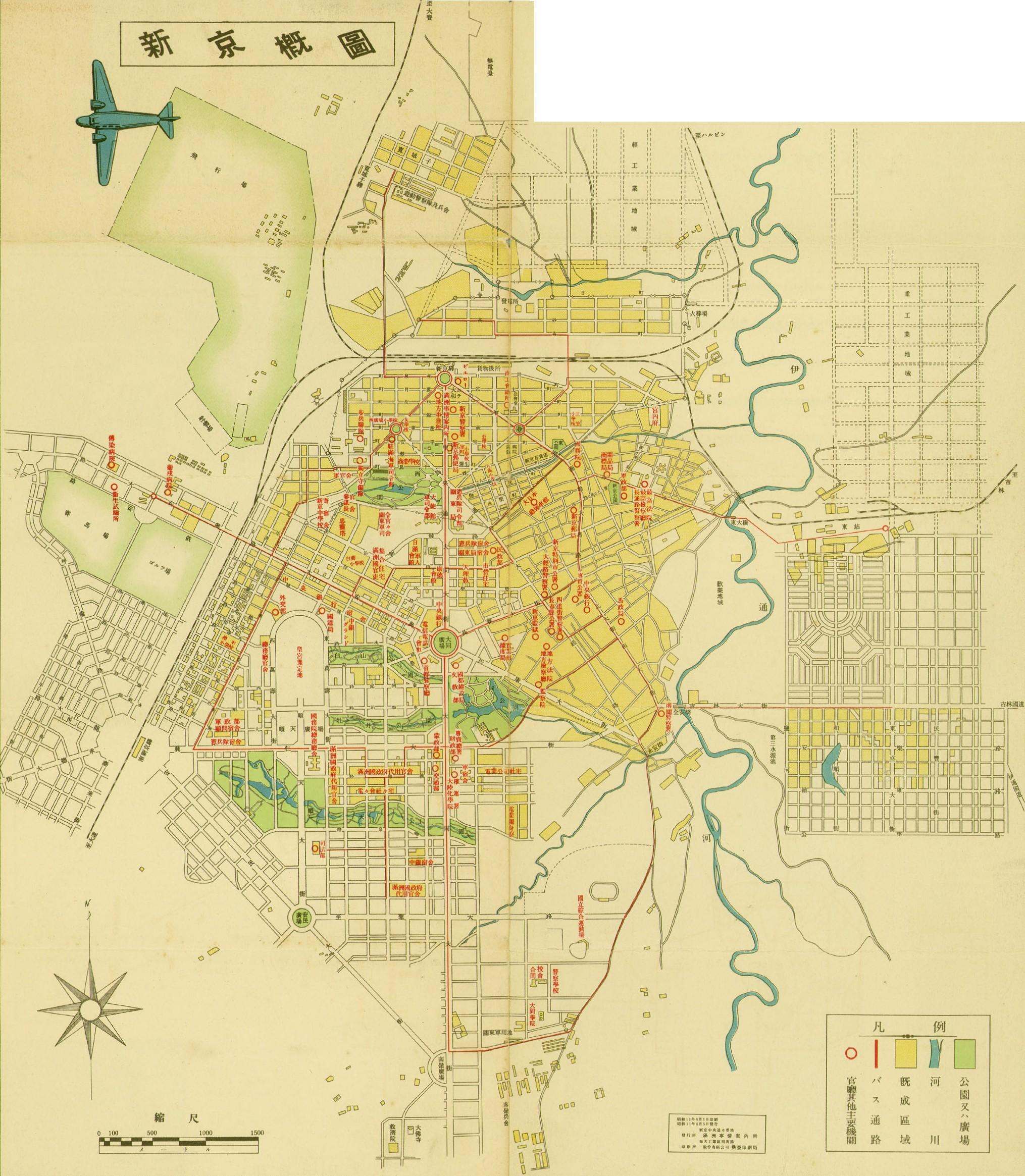
新京特別市地図（1936年）

1932年（大同元年）3月、満鉄経済調査会に於いて新京都市計画の立案が開始された。一方、同年4月1日に満洲国国務院直属の「国都建設局」が設置され、新京の地形測量及び地籍測量と国都建設の立案を開始した。同年8月、関東軍特務部の主催による、関東軍・満鉄・満洲国国務院の3者による連合打合会が開催され、満鉄経済調査会と国都建設局の両案が比較された。執政府及び官庁街の位置を巡って満鉄経済調査会、国都建設局の双方が対立したが、同年11月17日、満鉄経済調査会案を取り入れた国都建設局の最終変更案が決定された。また、事業開始に先立ち、国都建設計画区域内及びその周囲一円内に対する地債売買禁止令を発布し、民間に於ける土地の売買・担保等が禁止され、土地の買い占めや地価高騰等の弊害を除去した。

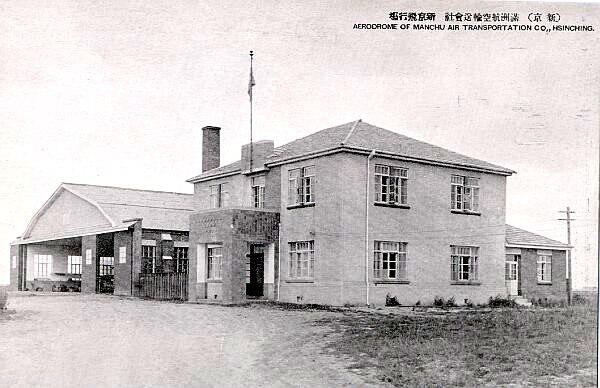
満洲航空のハブ空港として機能した新京飛行場

新京の都市計画は満鉄附属地を基準に、新京駅前から南に延びる中央通を更に南に延長し、大同大街と呼ばれる大通りを建設した。途中には大同広場と呼ばれる大ロータリーが建設されて新京の都心とされた。大同広場の西方には執政府（後の帝宮）造営地が設けられ、その南面を東西に興仁大路、南方へ順天大街と呼ばれる幹線道路が造られた。政治の中枢は順天大街から南方の安民広場に亘る官庁街、文化・教育中枢は南嶺地区、交通の中枢は新京駅と孟家屯駅との中間に新設する中央大停車場（後の南新京駅）を建設して市の玄関口とした。また、東方の伊通河沿岸を区画して工業地域とし、市民を煤煙と騒音から遠ざけるようにした。その他に、国際飛行場、国際大運動場、競馬場、建国大記念塔、大記念門、建国記念公会堂等の建設が計画された。
財務部、文教部、司法部、外交部、国都建設局、国道局等の諸官庁は新市街に建設され、国務院、首都警察庁等の大建築物の建設も行われた。なお、満洲国官吏の多くもこの区域に住居を建設した。
新京の公園、広場、街路の名称は、建国の理想を如実に表現し得るもの、及び満洲国内各地の名称中で含蓄、余韻があるもので、音調宜しく記憶しやすい物を選定し、1933年（大同2年）4月19日付で布告された。また、建設計画区域内の村落で適当な名称は、その因縁を考慮して該当地点の街路名に保留採用した。

新京都市計画図
新京都市建設計画用途地域配分並ニ事業第一次施行区域図 第一図
新京都市地域制計画図 附公園系統 第二図
新京都市地域制計画図 附公園系統 第三図
新京都市地域制計画図 附公園系統 第四図
新京都市計画図 第五図
新京都市計画図 第六図
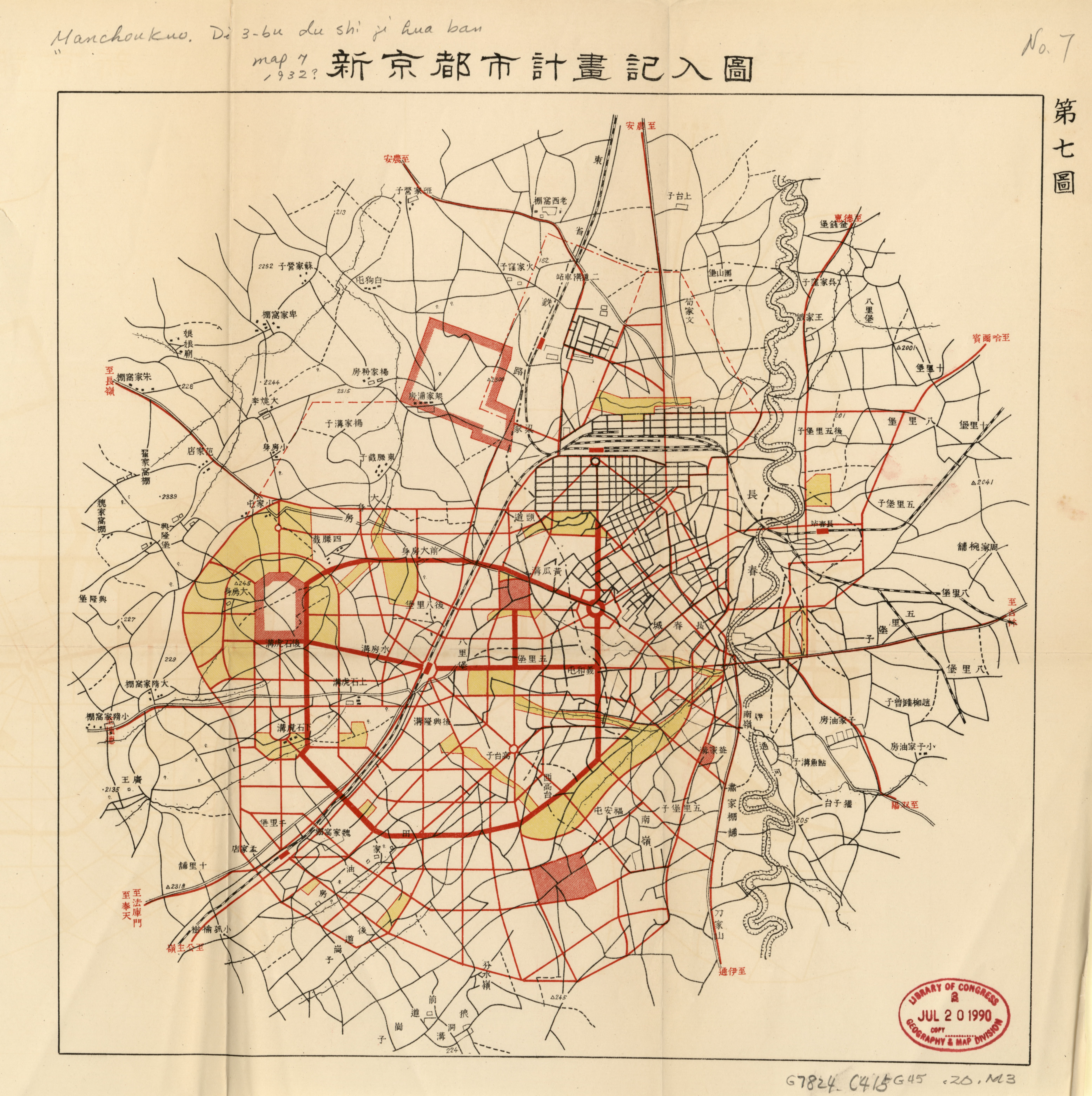
新京都市計画記入図 第七図

## 国都建設計画
新京の国都建設計画は、国務院国都建設局による第一期事業5ヵ年計画と、新京特別市臨時国都建設局による第二期事業3ヵ年計画に分けられる。第二期事業終了後は、新京特別市の通常の建設行政として市街の建設が進められた。
新市街の建設にあたっては佐野利器など後藤新平の弟子筋の技術官僚が多く活躍した。ほとんど更地からの建設であり、新技術を何の障壁もなく投入して建設でき、上下水道始め社会基盤（インフラ）は内地に比べ立派に整備された。敷設された道路の道幅は非常に広く、狭いといわれた道でさえ自動車同士がすれ違える程だった。

### 国都建設計画第一期事業

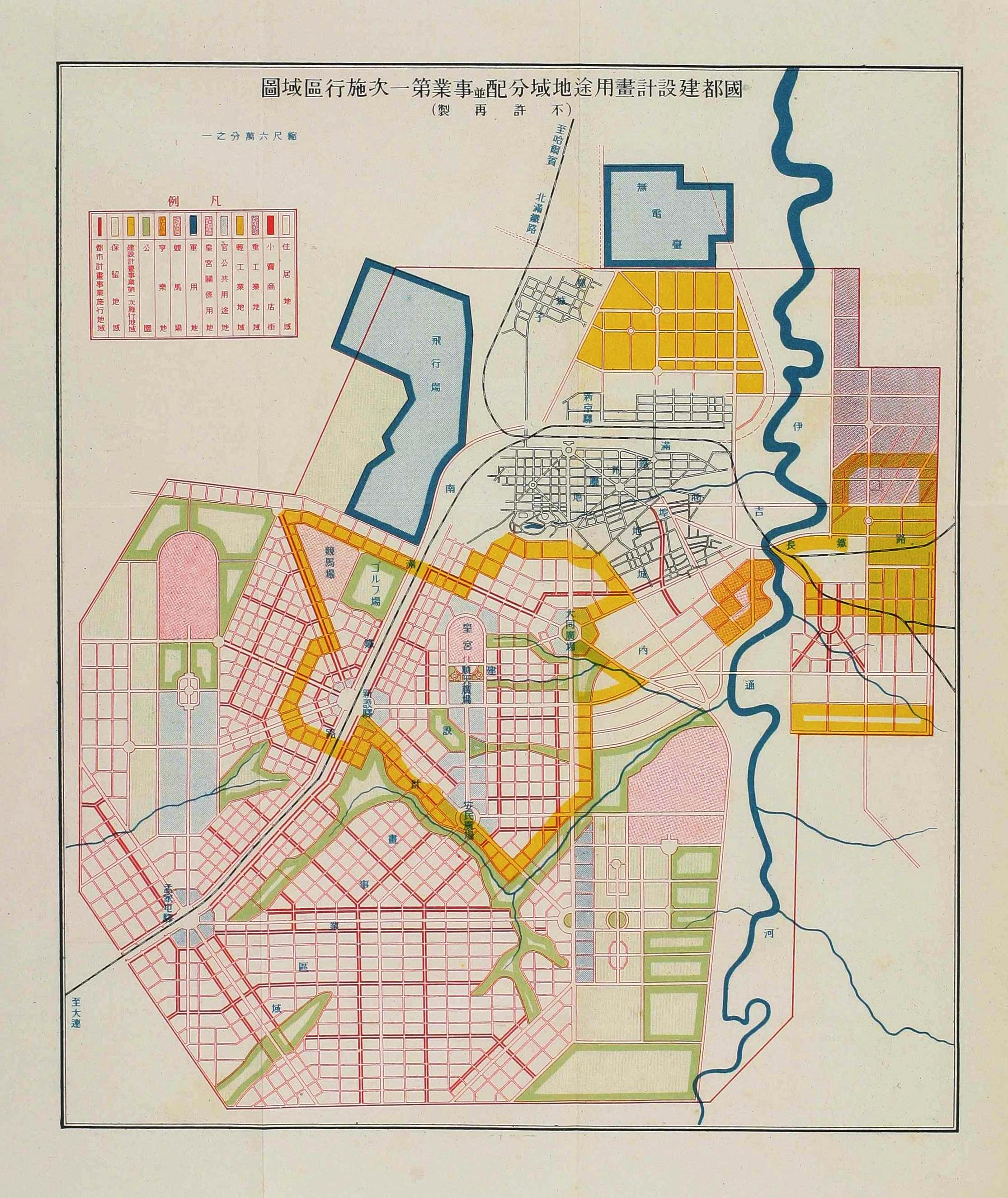
国都建設計画事業第一次施行区域図（1934年）

国都建設計画第一期事業は、30年後の予想人口50万人の都市を目指して、国務院国都建設局により1933年（大同2年）3月から1937年（康徳4年）12月までの5ヵ年計画、国庫特別会計3400万圓を投じて実施された。
「国都建設計画法」（大同2年4月19日教令第24号）第2条により、新京特別市の区域（約200km2）を以って国都建設計画区域とされた。それに先立って「国都建設事業区域ニ関スル件」（大同2年1月24日国務院指令第3号）により、国都建設事業区域は下記のように指定されている。
| 国都建設計画区域（特別市区域） | 国都建設計画区域（特別市区域） | 約200km2 | 約200km2 |
| 近郊隣接地                     | 近郊隣接地                     | 約100km2 | 約100km2 |
| 国都建設事業区域               | 国都建設事業区域               | 約100km2 | 約100km2 |
| 実際事業除外区域               | 南満鉄道附属地                 | 約5km2   |          |
| 実際事業除外区域               | 中東鉄路附属地                 | 約4km2   |          |
| 将来逐次整理区域               | 商埠地                         | 約4km2   |          |
| 将来逐次整理区域               | 長春縣城内                     | 約8km2   |          |
| 国都建設計画事業面積           | 国都建設計画事業面積           | 約79km2  | 約79km2  |

満鉄附属地及び寛城子附属地は、行政上その性質を異にするため「実際事業除外区域」とされ、商埠地及び長春縣城内などの既存市街地は、取り急ぎ建設事業の執行を必要としないため「将来逐次整理区域」とされた。これらを除いた「国都建設計画事業面積」は約79km2とされ、このうち官公用途10km2、私用途10km2の合計20km2（後に21.4km2に改定）が執行区域とされた。
国都建設計画区域内では、一般人による独占的買収・その他人為的騰貴を防止するため、1932年（民国21年）2月1日付の吉林省令（土地売買禁止令）を公布して、長春を中心とする30支里以内の民間による土地売買が禁止された。同時に収穫等による土地の算出価格を基礎として、妥当適切な土地買収価格を決定した。これにより最終的に面積100km2に及ぶ広大な地域の買収に当たり、土地収用令の適用を必要としなかった。
国都建設局は事業区域の民有地を買収し、道路、上下水道、その他施設を建設して市街地に整備した後、公用・公共用地以外の土地については、原則として一般競争入札により払い下げた。小売商店街では、一筆を間口12m、奥行き30mの360m2（約110坪）とし、必要に応じて隣接地との合筆も許可した。商館、卸売等の大建築を要する幹線道路沿いでは、一筆を1650m2（約500坪）としている。
住宅地は、地域に応じて第一級（875m2：約265坪）から第四級（330m2：100坪）に分かれており、一筆が狭ければ隣接地との合筆も可能だった。また宅地の背後に幅4m - 6mの背割道路を設け、道路に面さない宅地は存在しないよう区画整理されたので、物資の搬出入には極めて便利だった。
国都建設計画第一期計画区域では、払い下げ価格は目抜きの商店街で坪20 - 25圓、住宅地で坪8圓前後と予想された。これは国都建設局によると、当時の大連郊外の住宅地で坪25 - 60圓、繁華な商業街で千圓近い地価であり、第一期計画区域は将来の大新京市街の中心を成す事を考えると「破格の値段」であり、「国都建設局は全然利益を目的とするものではない」としている。
区画された市街地は、事業の着手が早かった北部から南部へ順に売却された。1933年（大同2年）度に大同広場、興安大路、豊楽路、安達街一帯、1936年（康徳3年）度には興仁大路、吉林大路、伊通河東方の一帯が払い下げられた。伊通河東方の一帯（和順街）は、主に買収地域に居住していた農民の移転用地や一般満洲人の新規取得地として想定され、幹線道路の吉林大路で城内と結ばれている。
国都建設計画第一期事業は計画通り完成し、1937年（康徳4年）9月に大同広場で国都建設紀念式典が挙行され、大同大街ではパレードが行われた。

### 国都建設計画第二期事業
第一期事業の完成に伴い、国都建設事業は国の直轄事業から新京特別市の事業に移管された。1937年（康徳4年）12月27日勅令により、新京特別市の外局として臨時国都建設局が設置され、翌1938年（康徳5年）1月1日から3ヵ年計画で第二期事業が開始された。第二期事業は第一期事業実施区域内の整備充実と残余工事の完成を主目的としていたが、新京の人口増加が著しく、市街地の膨張傾向が窺えたため、1939年（康徳6年）度から方針を変更し、既設区域の整備と共に人口増加に対処すべく、事業費の許す限り区域外への拡張事業に従って、宅地造成、道路築造、上下水道その他施設の応急的施行を実施する事とした。また、南嶺一帯の文化都市化が検討され、国立総合運動場の改修、動植物園、協和広場、大学の整備が決定された。
1941年（康徳8年）12月、第二期事業終了により国都建設事業の特別会計は廃止され、臨時国都建設局は新京特別市の工務処に吸収された。以降は新京特別市の一般財源による通常の建設行政として都市建設が行われた。なお、1930年代末から新京の人口増加が著しくなり、1941年（康徳8年）には計画人口の50万人を突破してしまい、従来の国都建設計画では急激な都市化に対応出来なくなってきたため、臨時国都建設局内で計画の改定作業が進められ、1942年（康徳9年）2月に計画人口100万人、市街計画区域を従来の100km2から160km2に改め、環状道路近くまで市街を拡大する事とした。市街計画区域の外周は緑地帯（グリーンベルト）で囲まれて市街地の膨張を遮断しており、人口が100万人を超す場合は、緑地区の外に衛星都市を建設して対処する事とした。また、大房身地区の帝宮用地は廃止され、住宅用地に変更されている。

## 国都建設概況

### 街路
新京の街路は、放射状、環状、方形式の街路を巧みに組み合わせたもので、大同広場や駅を基準に放射状道路を設け、それを囲むように環状道路を配した。また、大同大街、順天大街などのメインストリート沿いは二線直角を原則とした方形式の街路を配した。
また、街路方向の一般観念を示すため、南北方向を「街」、東西方向を「路」とし、幅員38m以上のものはそれぞれ「大街」「大路」と称した。また、補助道路は最寄りの街路を採って「胡同」と称した。なお、斜路については、北東 - 南西方向を「街」、北西 - 南東方向を「路」としている。
新京の都市計画では、街路を幹線、支線、補助線の3つに区分し、幹線は24 - 80m、支線は10 - 18m、補助線はそれ以下の幅員（最低幅員4m）とした。幹線、支線はすべて車道と歩道に分けられ、幹線道路の車道は、中央を自動車・バス等の高速度車用、その両側を馬車・人力車等の緩速車用に分離し、さらにその両端を安全な歩道とした。各道の間には街路樹が植えられて区切られている。
幅員60mの幹線の場合、中央部に幅16mの遊歩道が設けられ、その両外側に幅12m（3車線）の道路が併設され、更に両端に幅10mの歩道が設置されていた。また遊歩道と歩道は街路樹による緑地帯で車道と区切られていた。幅員45mの幹線の場合、幅16m（上下4車線）の中央高速車道の左右に、それぞれ幅2.5mの樹林帯、幅6mの緩速度車道、幅6mの歩道が設けられた。幅員26mの幹線の場合、幅18mの車線の両側に幅4mの歩道が設けられた。
幅員10m以上の道路は総て舗装され、交通の頻繁な主要道路は瀝青舗装（アスファルト及びタールマカダム舗装）、荷馬車専用道路は荷重に耐えられるよう小舗石又は硬質煉瓦舗装、歩道の主要部分はコンクリート板石張りとされた。幅員14m以上の街路は必ず街路樹で両側を飾り、同時に美観を保つために電信、電話、電灯用の電柱や架空線その他の一切の路上施設を禁じて地下配管とし（電線類地中化）、宅地の背後にある裏通り（背割道路）に電気・電話の架設線、上下水道管・ガス管を設置した。なお、市街地建設中の箇所については暫定的に架空線の設置を許可している。
これらの道路建設には、当時の日本でも珍しかったブルドーザー、モーターグレーダー、ロードローラー、牽引式スクレイパー等の建設機械が投入されている。

### 環状道路
1933年（大同2年）に軍部の要請により、新京防衛のため外周部に環状道路が建設された（国務院国道局施工）。これにより匪賊及び抗日ゲリラの襲撃が激減し、治安状況が改善した。後に環状道路の沿道では植樹が行われ、新京のグリーンベルトを形成した。なお、新京北西部及び南部には、これとは別に環状緑地帯が設けられている。

### 上下水道

#### 上水道
旧長春時代の水飢饉に鑑みて、新京の水源獲得は喫緊の課題だった。そのため国都建設局は満鉄の協力を得て水源調査を実施し、地下約100mに一大地下水層を発見した。1932年（大同元年）9月、大同公園内に深井戸を築造したのを始めとして、新京各地20箇所に水源井を設け、1日あたり11,000m³の涌水能力を保持したが、地下水による給水量にも限度があり、改めて新京全人口に対する水道計画樹立を認め、新京市街から南東12kmにある伊通河支流の小河台河を堰き止めて貯水池を設けた。堰提の長さ550m、貯水面積4.7km2、総工費350万圓、1933年（大同2年）10月に現地調査を開始し、1934年（康徳元年）5月着工、1935年（康徳2年）10月（附帯設備は11月）に完成した貯水池は「浄月潭」と命名された。
上水道は1937年（康徳4年）末の第一期建設事業の完成に伴い、市水道科に引き継ぎ施行された。1936年（康徳3年）1月に於ける1日の給水能力は32,000m³を保持したが、1939年（康徳6年）度より給水量の不足が感じられたため、1940年（康徳7年）に3ヵ年継続事業として工費713万圓を投じて第2次拡張工事を実施した。浄月潭貯水池からの取水量を10,000m³増加し、更に伊通河地表水を1日20,000m³取水して合計30,000m³に増加、これに伴う浄化送配水設備を増設し、既存の分と併せて合計62,000m³を確保した。しかし、新京特別市の異常な発展により給水量の増加が著しく、計画給水量1日62,000m³を即に消費しつつあったため、抱擁人口100万人を目標に1942年（康徳9年）度より第3次拡張工事として飲馬河の流水採取を企画した。
なお、浄月潭貯水池の上流には水源林を目的とした植樹が行われ、現在では中国最大級の人工林とされている。1988年に「浄月潭国家森林公園」に指定され、浄月潭と併せて中国国家風景名勝区、中国国家4A級旅游景区等に指定されている。

#### 下水道
新京では、国都建設局顧問の佐野利器の強い要望により、新市街全域で水洗便所の普及を実施した。当時の中国大陸の各都市では一般的に便所が存在せず、井戸に汚物が流れ込むなど極めて不衛生だった。新市街においては建築規則に基づき強制的に実施して、100%の便所の水洗化が達成され、アジア初の水洗便所が全面普及した都市となった。汚水は伊通河河畔の汚水浄化施設で処理された後、河川に放流された。
下水道は新市街では汚水と雨水を分ける分流式が全面的に採用され、その他の地域では合流式が採用された。雨水は新市街を流れる伊通河支流を堰き止めた人工湖（雨水調整池）に蓄えられ、非常水源として確保された。また、伊通河支流は総て親水緑地帯とされ、人工湖を利用した臨水公園が建設された。この結果、新京は世界最高水準の緑化・親水都市の様相を呈するに至った。
下水道は1937年（康徳4年）末の第一期建設事業の完成に伴い、土木科に引き継がれて管理経営すると同時に、新設も土木科で行う事とされた。下水道計画は地形に応じて9箇所の独立した排水区域に分割し、更に50余りの排水系統に分けて、分流式及び合流式により伊通河へ放流した。下水工事の完成区域は、1943年（康徳10年）時点で安民大路、至聖大路以北の殆ど全市にわたり、敷設延長は43万mに及んでいる。

### 市街地域
市街地域は住居、商業、工業の三地域に大別され、特に住居地域は住居専用地域を設定して工場の設置を厳重に制限した。商業地域（卸売地域、小売地域、商館地域）は原則として路線式を採用した。工業地域（準重工業、軽工業）は、伊通河の水流と風向きを考慮して市街地東北部に指定された。特に重工業地域は東方の伊通河沿岸を区画整地し、煤煙と騒音が市域に及ばないように配慮された。農村地域は郊外公園或いは生産緑地として緑化を助長し、農耕、山林、牧場等の指定により、無秩序な市街化の防止に考慮されている。
国都建設計画事業区域に於ける建築活動は、「国都建設局建築指示条項」（国都建設局指示第1号）により規制され、建築物の構造、形態、工事執行手続きが定められた。これにより建築物の高さは全市域に亘って20m以下（塔部を除く）とされ、オフィスビルと大型商業建築物は、道路との境界から10 - 15m後退（セットバック）して建設するよう指導した。その後「国都の目抜通りに高低の揃わない建物が歯の抜けた櫛のように並ぶのは都市美観上からも国都の面目にかけても面白くない」ため、広場及び主要道路に美観地区（甲種・乙種・丙種・丁種・戊種及び特殊の6区分）を指定して、主要道路に面した建築物の軒高を規制した。この他に風致地区も指定されている。
人口密度は住居地域に於いて、一平方キロメートルに付き第一級4000人（宅地875m2）、第二級5000人（宅地770m2）、第三級10,000人（宅地440m2）、第四級12,000人（宅地330m2）とされ、商業地域の密度は12,000人とされた。新京特別市全体では一人当り占有面積が約180平方メートル（約55坪）とされた。

#### 大同大街

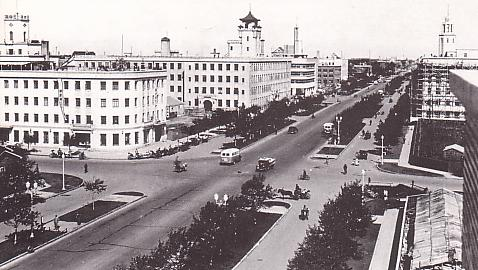
大同大街。中央は康徳会館、左手前は三中井百貨店。

新京の市街地を南北に縦断する全長7.5kmに達する大通り。新京駅前のロータリーから始まる中央通は、西公園（1938年（昭和13年）11月3日に児玉公園と改称）付近で幅員がそれまでの36mから54mに拡がり、「大同大街」と名前を変えて市街地南端の建国忠霊廟、建国大学まで達していた。
大同大街には関東軍司令部兼在満洲国日本大使館、関東局・関東憲兵隊司令部や、第三庁舎（財政部、後に建築局）、民生部、蒙政部（後に国務院官用需品局、水利電気建設局が使用）等の官庁の他、ニッケビル、三菱康徳会館、三中井百貨店、大興ビル（満洲興業銀行本店）、東京海上ビル、東洋拓殖ビル（満洲重工業開発本社が入居）等の商業ビルが建ち並び、新京のメインストリートを形成した。これらの建物は、前述の建築指示により軒高が揃うように建設されている。

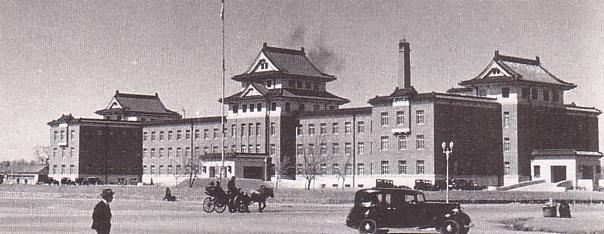
関東軍司令部
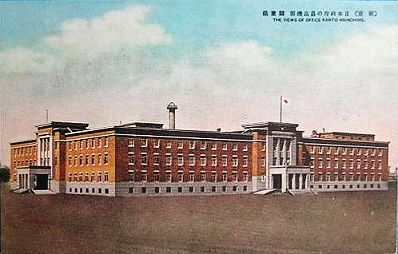
関東局・憲兵隊司令部
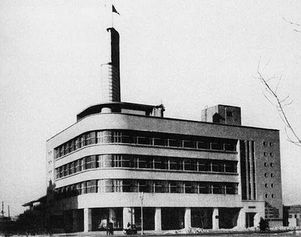
ニッケビル
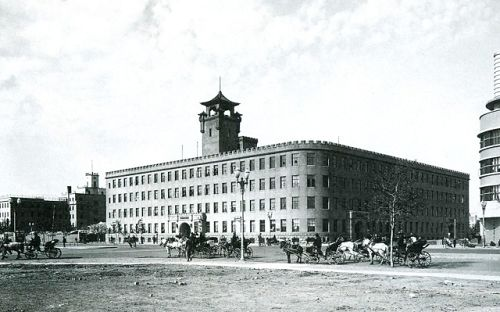
康徳会館
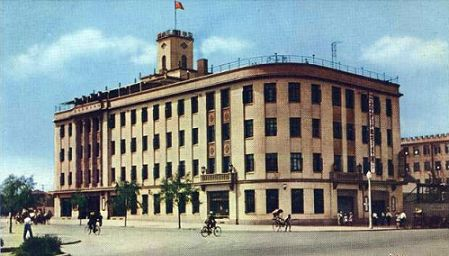
三中井百貨店
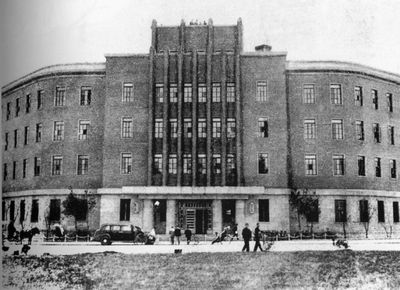
大興ビル
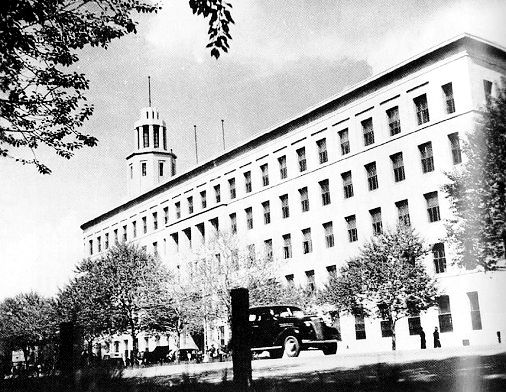
東京海上ビル
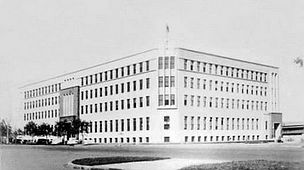
東洋拓殖ビル
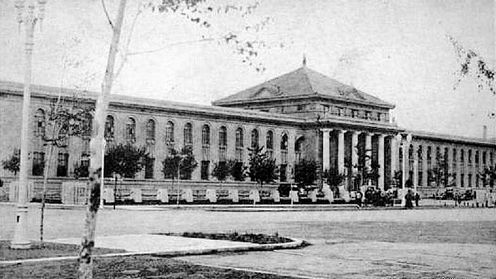
満洲国民生部
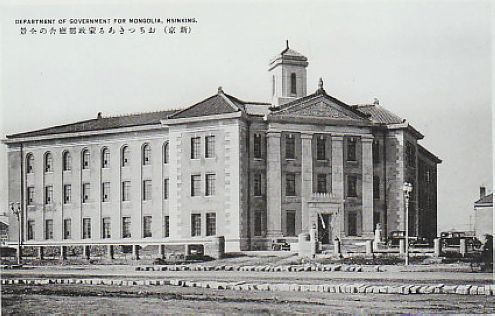
満洲国蒙政部
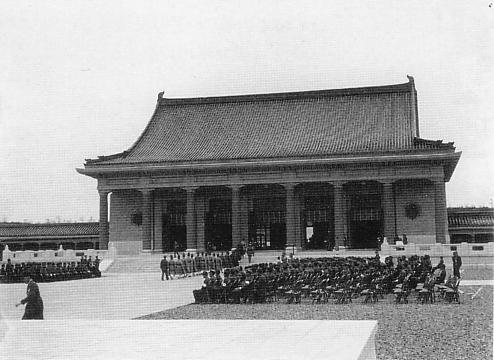
建国忠霊廟
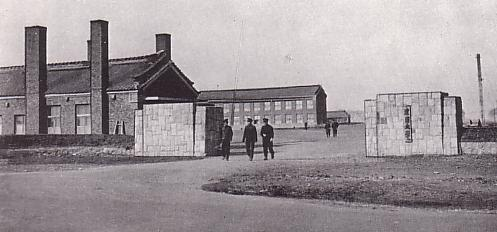
建国大学校舎

#### 大同広場
大同広場は新京駅の南2.5km（満鉄附属地南端から1km）に位置し、道路を含む直径300m、外周約1kmの大ロータリーで、中心部に直径200mの公園広場が設けられている。「特別市指定ニ関スル件」（大同2年教令第23号）で新京特別市の区域が明文化されているが、大同広場を基準に区域が指定されているように、大同広場は新京の都心に位置付けられている。また、満洲国の水準原点は大同広場の中央に設置されており、1934年（康徳元年）に、大連湾の中等海水面に基づいて標高が218.170mと定められている。
大同広場からは、放射状に長春大街（東北東方面）、興安大路（西北西方面）、建国路（西南西方面）、民康大路（東南東方面）の各幹線道路が延びており、大同広場の外側を天安路と煕光路が六角形に囲んでいた。これらの街路に囲まれた用地には、満洲中央銀行総行（本店）、満洲電信電話本社、第一庁舎（国都建設局・文教部の後、新京特別市公署）、第二庁舎（司法部・外交部の後、首都警察庁）等の大型公共施設が建設された。

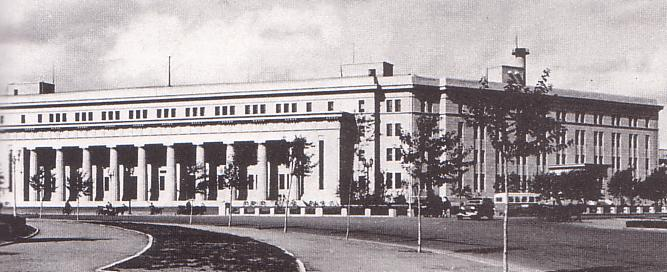
満洲中央銀行総行（本店）
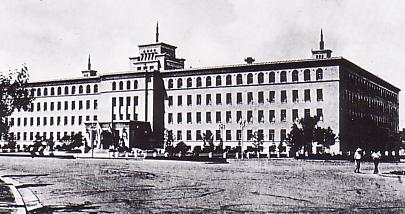
満洲電信電話本社
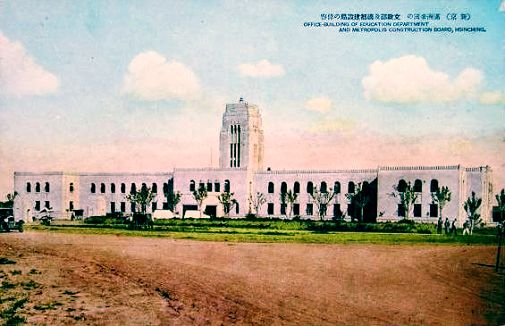
第一庁舎（新京特別市公署）
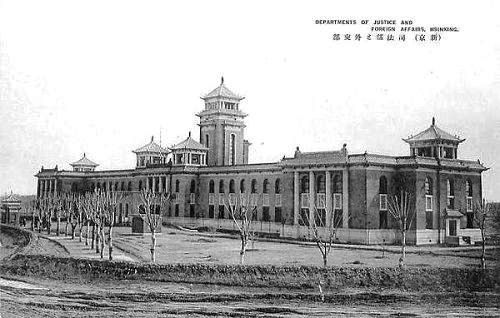
第二庁舎（首都警察庁）

#### 順天大街
帝宮造営地から順天広場を抜け、安民大街、至聖大路の交点にあたる安民広場まで一直線に南へ延びる順天大街（現在の新民大街）は、全長1.7km、幅員60mを誇る大通りで、満洲国政府各機関が建ち並ぶ官庁街として建設された。沿道には国務院や軍政部、司法部、財政部、交通部の庁舎が建設された。南端には安民広場と呼ばれる大ロータリー（道路を含む直径244m）が設けられ、広場に面して綜合法衙（そうごうほうが）が置かれた。これらの建築物は吉林大学の学舎や病院等として現在も使われており、「八大部」（満洲国の八大統治機構）として吉林省重点文物に指定されている。

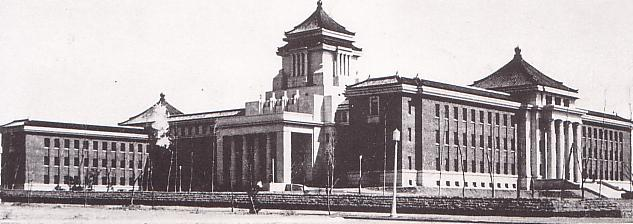
満洲国国務院
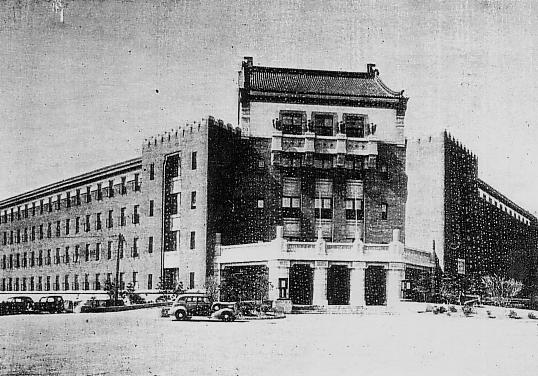
満洲国治安部
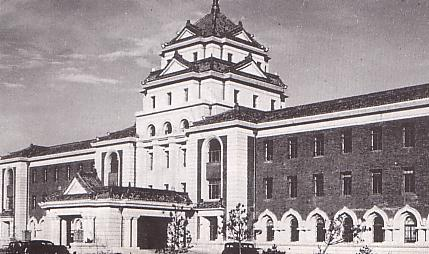
満洲国司法部
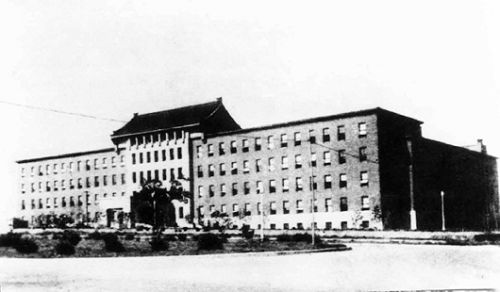
満洲国経済部
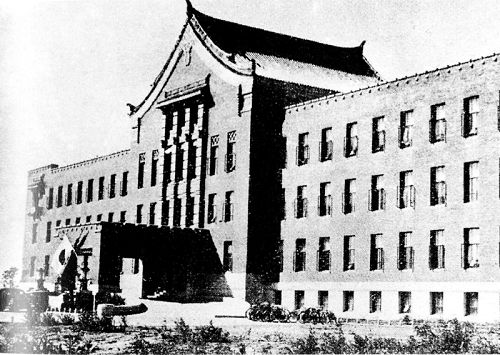
満洲国交通部
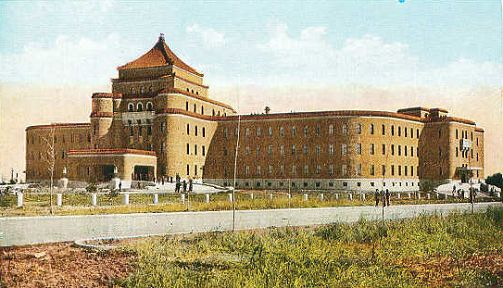
綜合法衙

## 宮殿

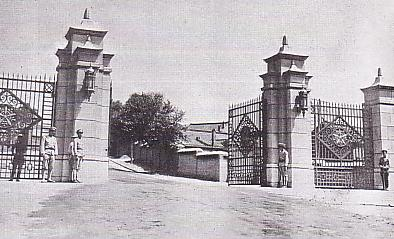
宮内府正門

執政府（後の帝宮）造営地は国都建設計画策定時、新京の地形及び執政・溥儀の「絶対南面」の要望から大房身、杏花村、南嶺の3箇所に限定され、最終的に既存市街に近い杏花村が選定された。

### 帝室保留地
大房身地区と南嶺地区の帝宮候補地は、杏花村に帝宮が定められた後も帝室保留地（皇宮関係用地）として残されていた。そのうち、南嶺地区は文教地区として国立総合運動場や動植物園、大学等の用地として整備された。満鉄連京線西側の大房身地区は、将来新京が拡大した際の本宮殿造営地として、200ヘクタールに及ぶ“帝宮保留地”が計画されていたが、数度にわたり建設計画が見直され、最終的に1942年（康徳9年）の国都建設計画の改定で本宮殿の建設計画は廃止され、住宅用地に変更されている。

## 建国神廟

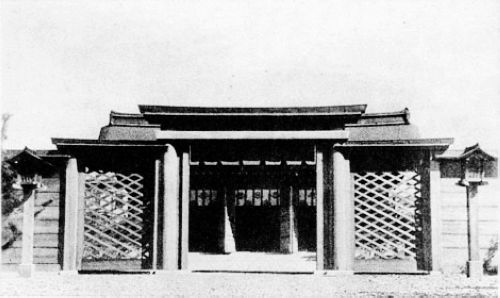
建国神廟

建国神廟は1940年（康徳7年）7月15日に満洲国皇宮に創建されたが、2年後の1942年（康徳9年）7月15日に、新たに新京特別市浄月区並びにその付近の地域を建国神廟造営用地として治定した。
同年12月21日の「建国神廟造営関係地域ニ関スル件」（康徳9年12月21日勅令第249号）及び「建国神廟造営関係地域」（康徳9年12月21日国務院佈告第18号）で、浄月潭を中心とした新京特別市、吉林省長春、通陽両県にわたる2万3千町歩（約230km2）の広大な地域を「神廟関係御造営地」と決定し、新京特別市長又は各縣長の許可無く工作物の新築・増改築を禁じたほか、土地の現状の変更、立木の伐採、広告物や看板に類する物件の設置を禁じた。
その後、1943年（康徳10年）6月1日には、長春、通陽両県の建国神廟造営関係地域を新京特別市に編入し、勧農区及び春陽区が設置されている。